# ریپابلیک (میزوری)
ریپابلیک (به انگلیسی: Republic) شهری در شهرستان کریستین و شهرستان گرین ایالت میزوری است که جمعیت آن در سرشماری سال ۲۰۱۰ میلادی ۱۴٫۷۵۱ نفر بوده است.